# 정동초등학교 (경남)
정동초등학교는 대한민국 경상남도 사천시 정동면 대곡리에 있는 공립 초등학교이다.

## 역사
- 1931년 9월 10일 정동공립보통학교(4년제) 개교(설립인가 8월 27일)
- 1938년 4월 1일 정동공립심상소학교로 개칭[1]
- 1941년 4월 1일 정동공립국민학교(6년제)로 개칭[2]
- 1980년 10월 16일 본관 2층 완공
- 1981년 3월 1일 병설유치원 인가
- 1993년 12월 31일 급식소 조리실 준공
- 1994년 3월 1일 신월국민학교 통폐합
- 1994년 4월 13일 통학버스 운행 개시
- 1996년 3월 1일 정동초등학교로 개명[3]
- 2002년 3월 15일 교실 8실, 화장실 2실 증축 완공
- 2009년 3월 21일 다목적강당(체육관, 급식소) 준공
- 2017년 9월 1일 제30대 하창돈 교장 부임
- 2018년 2월 21일 제84회 졸업식 거행(졸업생 5,558명)

## 참고 자료
- 정동초등학교 - 한국교육학술정보원 학교알리미